# 테노포비르 알라페나미드
젠보야(Genvoya)는 후천성면역결핍증 치료제로, 테노포비르 알라페나미드 푸마르산염(Tenofovir Alafenamide Fumarate), 엘비테그라비르(Elvitegravir), 엠트리시타빈(Emtricitabine), 코비시스타트 이산화규소(Cobicistat Silicon Dioxide) 성분으로 구성되어 있다. 각 성분에 대해 내성 관련 치환이 없는 성인과 만 12세 이상 청소년이 복용할 수 있으며 하루 1정을 음식과 함께 복용하면 된다.
주요 성분인 테노포비르 알라페나미드(TAF)는 림프구 내로 흡수된 후에 그 효과가 발휘되는 표적 전구 약물(prodrug)로, 젠보야는 이를 통해 후천성면역결핍증의 원인 바이러스인 HIV에 대한 항바이러스 효과를 발휘한다.
젠보야는 이보다 앞서 출시되었던 후천성면역결핍증 치료제인 스트리빌드(Stribild)와의 비교 임상 실험에서 비열등한 지속적인 바이러스 억제 효과를 입증했다. 임상은 치료 경험이 없는 HIV-1 감염 성인 환자를 대상으로 진행되었으며, 48주 시점에 젠보야 복용 환자군의 92%, 스트리빌드 복용 환자군의 90%에서 바이러스 억제 효과가 나타났다.
국내에는 2017년 2월 급여 출시되어 2017년 6월 현재 국립중앙의료원, 서울순천향대병원, 연세대학교세브란스병원, 삼성서울병원, 분당서울대병원, 충남대병원 등 약 50곳의 주요 병원에서 처방받을 수 있다.